# Aboa
Aboa is een Fins poolstation op Antarctica. Aboa werd gebouwd in 1988 in Koningin Maudland, ongeveer 130 kilometer van de kust, op de nunatak Basen in de Vestfjella bergen. Het Zweedse poolstation Wasa ligt op slechts 200 meter afstand. Samen vormen Aboa and Wasa de Nordenskiöld Basis. De twee stations werken nauw samen.
De naam "Aboa" is een verlatijnste versie van de Zweedse naam voor Turku: Åbo. 

## Doel en faciliteiten
Het station werd gebouwd door het VTT onderzoekscentrum van Finland met financiële steun van het Finse ministerie van Handel en Industrie.
Het station wordt enkel bemand in de zomer. Momenteel heeft het station woon- en werkvertrekken voor 15 mensen en kunnen er tot 21 personen tijdelijk in gehuisvest worden.